# 잭 홀트

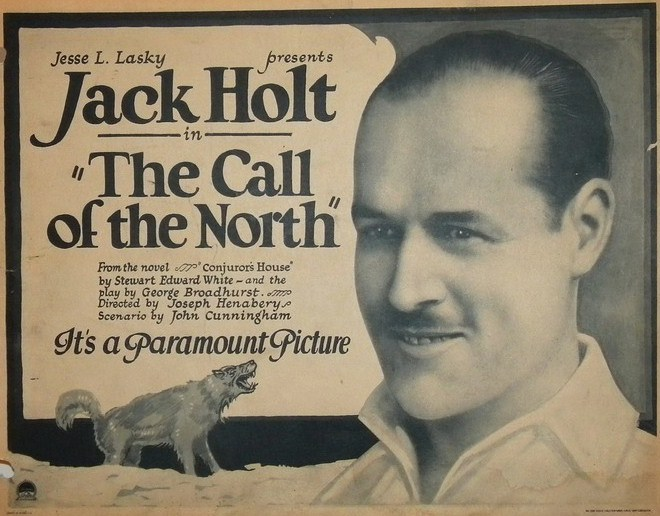

잭 홀트(Jack Holt, 1888년 5월 31일 ~ 1951년 1월 18일)는 미국의 배우, 영화배우이다.
뉴욕에서 태어났으며 로스앤젤레스에서 사망하였다. 사인은 심근 경색이다.

## 영화
- 발 류튼: 그림자 속의 사나이 (2007년)
- 시에라 마드레의 보석 (1948년)
- 데이 워 익스펜더블 (1945년)
- 캣 피플 (1942년)
- 샌프란시스코 (1936년)
- 꼬마 반항아 (1935년)
- 비하인드 더 마스크 (1932년)
- 디러저블 (1931년)
- 더 덤 걸 오브 포르티치 (1916년)